# Giải vô địch bóng đá nữ U-19 châu Âu 2003
Giải vô địch bóng đá nữ U-19 châu Âu 2003 diễn ra tại Đức từ ngày 25 tháng 7 đến 3 tháng 8 năm 2003.

## Vòng loại
Có 36 đội tuyển tham dự vòng loại. Vòng loại gồm hai giai đoạn.

## Vòng bảng

### Bảng A
Do Thụy Điển và Ý bằng điểm và hiệu số đối đầu nên hai đội bước vào loạt luân lưu để tìm ra đội đứng thứ hai.
| Đội       | Tr | T | H | B | BT | BB | HS | Đ |
| --------- | -- | - | - | - | -- | -- | -- | - |
| Anh       | 3  | 2 | 0 | 1 | 5  | 8  | −3 | 6 |
| Thụy Điển | 3  | 1 | 1 | 1 | 6  | 6  | 0  | 4 |
| Ý         | 3  | 1 | 1 | 1 | 6  | 6  | 0  | 4 |
| Đức       | 3  | 1 | 0 | 2 | 7  | 4  | +3 | 3 |

| Đức | 0 – 2      | Ý                    |
| --- | ---------- | -------------------- |
|     | (Chi tiết) | Tona 20' · Ricco 39' |

| Thụy Điển  | 1 – 2      | Anh                      |
| ---------- | ---------- | ------------------------ |
| Odenyo 58' | (Chi tiết) | Scott 40' · Williams 89' |

| Đức       | 1 – 2      | Thụy Điển                      |
| --------- | ---------- | ------------------------------ |
| Krahn 50' | (Chi tiết) | S. Andersson 33' · Seger 90+3' |

| Ý         | 1 – 3      | Anh                                      |
| --------- | ---------- | ---------------------------------------- |
| Ricco 46' | (Chi tiết) | McDougall 20' · Aluko 26' · Williams 85' |

| Anh | 0 – 6      | Đức                                                         |
| --- | ---------- | ----------------------------------------------------------- |
|     | (Chi tiết) | Thompson 12', 40', 80', 90+1' · Goessling 23' · Laudehr 41' |

| Ý                                              | 3 – 3      | Thụy Điển                                 |
| ---------------------------------------------- | ---------- | ----------------------------------------- |
| Ricco 41' · Coppolino 63' · Domenichetti 90+2' | (Chi tiết) | Fischer 55' · Odenyo 62' · Siid-Ahmed 82' |
| Loạt sút luân lưu                              |            |                                           |
| Manieri · Coppolino · Cortesi                  | 2–4        | Fischer · Odenyo · Almgren · Siid-ahmed   |

### Bảng B
| Đội         | Tr | T | H | B | BT | BB | HS | Đ |
| ----------- | -- | - | - | - | -- | -- | -- | - |
| Na Uy       | 3  | 2 | 1 | 0 | 6  | 4  | +2 | 7 |
| Pháp        | 3  | 1 | 1 | 1 | 6  | 6  | 0  | 4 |
| Hà Lan      | 3  | 1 | 0 | 2 | 4  | 5  | −1 | 3 |
| Tây Ban Nha | 3  | 1 | 0 | 2 | 5  | 6  | −1 | 3 |

| Na Uy                     | 2 – 2      | Pháp                          |
| ------------------------- | ---------- | ----------------------------- |
| Nilsen 47' · Heimlund 66' | (Chi tiết) | Josserand 34' · Bussaglia 75' |

| Hà Lan                 | 2 – 1      | Tây Ban Nha   |
| ---------------------- | ---------- | ------------- |
| Kant 71' · Brouwer 90' | (Chi tiết) | S. García 18' |

| Na Uy                   | 2 – 1      | Hà Lan       |
| ----------------------- | ---------- | ------------ |
| Frantzen 14' · Wiik 85' | (Chi tiết) | Vermeulen 9' |

| Pháp                      | 2 – 3      | Tây Ban Nha                           |
| ------------------------- | ---------- | ------------------------------------- |
| Guiné 57' · Bussaglia 81' | (Chi tiết) | Martín 3', 26' · Casseleux 71' (l.n.) |

| Tây Ban Nha | 1 – 2      | Na Uy                      |
| ----------- | ---------- | -------------------------- |
| Pérez 16'   | (Chi tiết) | Frantzen 57' · Knutsen 85' |

| Pháp                       | 2 – 1      | Hà Lan    |
| -------------------------- | ---------- | --------- |
| Bussaglia 47' · Thiney 76' | (Chi tiết) | Melis 41' |

### Bán kết
| Na Uy                                            | 2 – 2      | Thụy Điển                               |
| ------------------------------------------------ | ---------- | --------------------------------------- |
| Frantzen 72' · Heimlund 90+1'                    | (Chi tiết) | Fischer 5', 40'                         |
| Loạt sút luân lưu                                |            |                                         |
| Woods · Vikestad · Nilsen · Frantzen · Henriksen | 4 – 2      | Fischer · Odenyo · Almgren · Siid-Ahmed |

| Anh | 0 – 2      | Pháp                        |
| --- | ---------- | --------------------------- |
|     | (Chi tiết) | Josserand 12' · Debonne 88' |

### Chung kết
| Pháp                     | 2 – 0      | Na Uy |
| ------------------------ | ---------- | ----- |
| Coquet 18' · Traikia 46' | (Chi tiết) |       |

| Vô địch U-19 nữ châu Âu 2003 |
| ---------------------------- |
| · Pháp · Lần thứ nhất        |